# Волхов (град)
Волхов (рус. Волхов) насељено је место са административним статусом града на северозападу европског дела Руске Федерације. Налази се у централном делу Лењинградске области и административно припада Волховском рејону чији је уједно и административни центар.
Волхов се развио као радничко насељљ запослених на градњи Волховске хидроелектране 1918. године. Садашње име носи од 1940. године, а пре тога био је познат и као Званка (до 1933) и Волховстрој. Административни статус града има од 1933. године.
Према проценама националне статистичке службе за 2014. у граду је живело 46.589 становника.

## Географија
Град Волхов смештен је на обалама истоимене реке (притока Ладоге) по којој је и добио име, а налази се у централном делу Лењинградске области. Центар града лежи на надморској висини од 33 метра. Налази се на око 141 километар источно од Санкт Петербурга. на свега 6 километара северно од града налази се село Стара Ладога, древна престоница руског народа.
Укупна површина градске територије је 108,21 км².
Волхов је једно од најзначајнијих чворишта железничког саобраћаја у том делу земље, а железницом је повезан са Санкт Петербургом, Москвом, Мурманском и Јекатеринбургом. Колико је значај железничког саобраћаја у граду најбоље говори податак да Волхов има чак 4 железничке станице (Волховстрој 1, Волховстрој 2, Мурманска врата и Новооктобарска).

## Историја
Прво насељено место на подручју данашњег града била је Михајловска погост на Волховским брзацима која се помиње у једном летописз везаном за статистике Водске пјатине из 1500. године. Међутим садашње насеље настало је пет векова касније.
Приликом градње железнице Петербург–Вологда 1904. отворена је железничка станица Званка која је 12 година аксније постала почетним делом линије ка Мурманску на северу. Године 1918. на Волхову почиње градња велике хидроелектране, а паралелно са њом основано је и насеље Волховстрој у којем су живели запослени на градилишту хидроелектране. Радови на електрани су окончани 1926. године, а Волховска хидроелектрана постала је први капитални хидроенергетски објекат на територији тадашње Русије (електрана се данас налази на листи културно-историјског наслеђа Руске Федерације). Волховстрој 1925. добија службени статус радничке варошице, а две године касније присаједињен је насељу Званки које се налазило на супротној обали реке.
Године 1929. недалеко од хидроелектране саграђен је алуминијумски комбинат, први индустријски објекат тог типа у Русији.
Радничка варош Званка је 1933. преименована у Волховстрој који је уједно добио и званичан статус града. Садашње име град носи од априла 1940. године.
У периоду Стаљинистичких чистки 1937—1938. под разним оптужницама стрељано је око 300 житеља Волховстроја.
Град је 1970. одликован орденом Октобарске револуциије.

## Демографија
Према подацима са пописа становништва 2010. у граду је живело 47.182 становника, док је према проценама националне статистичке службе за 2014. град имао око 46.589 становника.
| 1939.  | 1959.  | 1970.  | 1979.  | 1989.  | 2002.  | 2010.  | 2014.  |
| ------ | ------ | ------ | ------ | ------ | ------ | ------ | ------ |
| 29,413 | 36,630 | 47,025 | 49,696 | 50,325 | 46,596 | 47,182 | 46,589 |

## Међународна сарадња
Град Волхов има потписане уговоре о партнерству и сарадњи са следећим градовима:
- Јервенпе (Финска)
- Сундсвал (Шведска)
- Мошен (Норвешка)
- Лимбажи (Летонија)